# Van vlees en bloed
Van vlees en bloed is een Vlaamse tragikomische televisieserie, naar een idee en scenario van Tom Van Dyck en Michiel Devlieger. Ze namen met Michel Vanhove de regie op zich. De reeks werd gemaakt door productiehuis Woestijnvis voor de openbare omroep VRT. De serie werd uitgezonden op één van 1 januari 2009 tot 12 februari 2009.
De minitelevisieserie Van vlees en bloed gaat over beenhouwerij/charcuterie Vangenechten, een familiebedrijf sinds 1952 waar moemoe Maria Vangenechten nog nadrukkelijk aanwezig is en ook formeel eigenaar is, maar zoon André Vangenechten in principe de touwtjes in handen heeft. Kleinzoon Rudy Vangenechten komt na tien jaar spoorloze afwezigheid terug thuis, tot grote vreugde van moeder Liliane Verstappen en moemoe, maar André denkt daar heel anders over.
De scenaristen wilden met de serie, die van april tot augustus 2008 werd gefilmd, het leven en de moeilijkheden van kleine middenstanders in beeld brengen, zoals de problemen en verantwoordelijkheden van de zelfstandige, met en tegenover personeel en klanten, de problemen van opvolging binnen een familiebedrijf en de zorg voor omzet en rentabiliteit. Maar naarmate de serie zich ontwikkelt, worden heel wat andere drama's en intriges zichtbaar.
De serie won een Gouden Nimf op het Festival de télévision de Monte-Carlo, kreeg in 2009 De HA! van Humo en won in 2010 de televisiester van Beste Fictieprogramma en Populairste Programma in de derde Vlaamse Televisie Sterren. Ook Koen De Graeve en Sien Eggers kregen de televisiester voor respectievelijk Beste Acteur en Beste Actrice voor hun rol in Van vlees en bloed

## Rolverdeling

### Hoofdrollen
| Acteur                                | Personage                   | Rolbeschrijving |
| ------------------------------------- | --------------------------- | --- |
| Reinhilde Decleir                     | Maria ‘Moemoe’ Vangenechten | De alles controlerende moeder van de familie. Ze is weduwe en moeder van Gerda, André en Luc. Zij is nog actief in de zaak en selecteert onder andere met kennis van zaken de koeien die aangekocht mogen worden. Na de onverwachte dood van haar echtgenoot heeft ze de zaak overgelaten aan haar zoon André, zonder de controle volledig te laten vallen.                                                                                |
| Lucas Van den Eynde                   | André Vangenechten          | De oudste zoon van Maria. Hij is gehuwd met Liliane en is de vader van Rudy. Het is een heel koppige man die zijn zoon niet onder ogen wil komen. Hij werkt als kleine middenstander dag en nacht in de beenhouwerij, samen met Moemoe, Liliane, Luc, Anke Reyniers en meesterknecht Mike Heylen. Een wandeling met Joepie, de hond van zijn broer Luc, of een pint met zijn kameraad Wilfried De Boeck zorgen af en toe voor ontspanning. |
| Sien Eggers                           | Liliane Verstappen          | De vrouw van André en de moeder van Rudy. Ze is actief in de zaak, meestal samen met verkoopster Anke Reyniers in de bediening, maar controleert ook het werk van haar man. In het gezin is ze een sterke persoonlijkheid. Ze is mee met haar echtgenoot komen inwonen bij Maria Vangenechten in een woning boven de zaak. |
| Tom Dewispelaere                      | Rudy Vangenechten           | De kleinzoon van Maria. In plaats van na zijn studies in de zaak te stappen, vertrekt Rudy van huis. Jarenlang heeft hij zijn familie niets laten weten, en André wil dan ook niet dat Rudy bij zijn terugkomst zonder meer terug in de zaak meedraait. |
| Tom Van Dyck                          | Luc Vangenechten            | De jongste zoon van Maria. Hij heeft een verstandelijke beperking. Hij werkt ook in de zaak: klusjes bij de vleesbereiding en de afwas. Zijn moeder en schoonzus Liliane zorgen voor hem, en hij zorgt voor zijn moeder. Joepie is zijn hond. |
| Mieke De Groote                       | Gerda Vangenechten          | De dochter van Maria. Ze is nooit in het familiebedrijf actief geweest en had er ook nooit belangstelling voor. Ze is gehuwd met Maurice De Brabandere. Ze hebben geen kinderen en zijn met vervroegd pensioen. |
| Peter Van den Eede                    | Maurice De Brabandere       | De man van Gerda. Hij was onderwijzer en werd inspecteur in het onderwijs. Hij geeft een religieuze en principiële indruk maar is een intrigant en duwt zijn gedachten en plannen nogal obsessief door. Ook op zijn echtgenote heeft hij een sterke invloed. Hij is evenmin als zijn echtgenote graag gezien door de rest van de familie.                                                                                                  |
| Koen De Graeve                        | Mike Heylen                 | De meesterknecht in de slagerij. Hij werkt vlot samen met André en Luc. De thuiskomst van Rudy veroorzaakt problemen en onzekerheid over zijn positie in de zaak. |
| Maaike Neuville                       | Anke Reyniers               | De winkelbediende. Ze heeft een goed contact met Liliane en probeert steeds eerlijk en correct te zijn. |
| Herwig Ilegems                        | Herman                      | De overbuurman van de beenhouwerij. Hij observeert dag in dag uit de zaak en de bewoners, en steekt overal zijn neus tussen. Hij zal ook steeds zijn mening klaar hebben. Elke dag komt hij een kleine aankoop in de winkel doen (meestal 100 gram salami) om naar wat meer nieuwtjes te vissen. Hoewel hij uiterlijk niets lijkt te mankeren, leeft hij al jaren van een uitkering van het ziekenfonds.                                   |
| Jos Verbist                           | Wilfried De Boeck           | De beste vriend van André. Hij is politie-inspecteur en gaat graag op café met André. |
| Nougat (Grand Basset griffon vendéen) | Joepie                      | De hond van Luc. Hij werd gebruikt om André te bespieden tijdens het 'bospoepen'. |

### Bijrollen
| Acteur               | Personage               |
| -------------------- | ----------------------- |
| Marilou Mermans      | Barvrouw Julia          |
| Alice Reijs          | Christine Verspoor      |
| Geert Van Rampelberg | Notaris Michel Vrydaghs |
| Warre Borgmans       | Dokter Van Cauter       |
| David Dermez         | Dokter Steven DM        |
| Herman Gilis         | Bob Verdoodt            |
| Nico Sturm           | Sven Verhelst           |
| Jan Bijvoet          | JB                      |
| Bas Teeken           | Meneer Verspoor         |
| Stijn Cole           | Hulpagent               |
| Wim Willaert         | Pianist                 |
| Tiny Bertels         | Verpleegster            |

## Afleveringen
| Nr. serie | Titel        | Kijkcijfers | Originele uitzenddatum |  |
| --- | ------------ | ----------- | ---------------------- |  |
| 1 | Aflevering 1 | 1.685.000   | 1 januari 2009         |  |
| Rudy belt zijn moeder met de melding dat hij de volgende dag zal weerkeren nadat hij tien jaar eerder spoorloos verdween. Tijdens het welkomstfeest ontstaat er een woordenwisseling tussen André en Rudy waarbij Moemoe een aanval krijgt en naar het ziekenhuis wordt afgevoerd. Mike heeft schrik zijn job te verliezen nu Rudy is teruggekeerd en start een gevaarlijk spel. Maurice en Gerda zijn zeker dat Moemoe tijdens de eerstvolgende uren zal sterven en kijken al volop uit naar haar erfenis. Luc doet ook alsof hij een aanval krijgt en belandt daardoor ook in het ziekenhuis. Eens daar zoekt hij naar Moemoe. Het is door zijn actie dat zij ontwaakt uit haar coma. |              |             |                        |  |
| 2 | Aflevering 2 | 1.511.000   | 8 januari 2009         |  |
| Moemoe wordt uit het ziekenhuis ontslagen. Eenmaal thuis roept ze de familie samen en wijst hen op het feit dat zij nog steeds eigenares is van de beenhouwerij en het huis. André, nog steeds van streek wegens de terugkomst van Rudy, zegt tegen Mike dat hij zijn beste man is. Mike misinterpreteert dit en denkt dat hij weldra de nieuwe eigenaar of manager wordt. Zodra hij realiseert wat André werkelijk bedoelde, gaat hij op ziekteverlof. Maurice en Gerda nemen Moemoe mee naar de Belgische kust. Ze hebben de intentie om geld van Moemoe af te troggelen zodat ze een appartement kunnen kopen. Op het strand wordt Moemoe aangevallen door zeemeeuwen waardoor ze terug in het ziekenhuis wordt opgenomen. Wanneer André de werkelijke toedracht van de uitstap verneemt, slaat hij Maurice buiten westen. |              |             |                        |  |
| 3 | Aflevering 3 | 1.584.000   | 15 januari 2009        |  |
| André tracht Luc voor zich te winnen en koopt hem een camera. Rudy wil zich bewijzen door worsten te maken, maar zijn poging mislukt. Luc bindt de camera aan Joepie om de dagelijkse boswandeling van de hond te kunnen filmen. Hierdoor komt een groot geheim van André naar boven: hij heeft een seksuele affaire met Christine Verspoor, een van de klanten in de slagerij. Luc en Rudy zien de opnames en beslissen om de anderen niet in te lichten. André realiseert zich dat hij niet de eigenaar is van het winkelpand en evenmin weet of er een testament bestaat. Indien Moemoe sterft, verliezen zij misschien het huis of moeten ze Gerda en Luc uitkopen. Vandaar dat André hierover een gesprek start met zijn moeder, maar zij vindt dat alles moet blijven zoals het momenteel is. |              |             |                        |  |
| 4 | Aflevering 4 | 1.767.000   | 22 januari 2009        |  |
| André en Liliane vieren hun huwelijksverjaardag. Rudy geeft hen een trip naar zee cadeau. Daar ontmoeten ze JB, een vriend van Rudy. André biecht op dat hij een buitenechtelijke relatie heeft met Christine. André zweert dat hij die relatie zal stoppen omdat hij enkel van Liliane houdt. Mike, Rudy, Anke en Luc gaan op café. Daar ontmoeten ze Christine. Luc gaat naar haar toe, neemt haar bij haar borsten en zegt dat ze een "boshoer" is. Dit leidt tot een gevecht waarop de politie wordt gebeld. Wilfried kan de gemoederen bedaren. |              |             |                        |  |
| 5 | Aflevering 5 | 1.889.000   | 29 januari 2009        |  |
| JB staat onverwacht in de slagerij en het lijkt alsof hij komt inwonen. Liliane, nog steeds in shock omwille van het overspel van André, realiseert dat ze enkel voor haar zaak werkt en leeft. Daarom neemt ze een dag vrijaf om te gaan shoppen met haar beste vriendinnen. Ze komt tot de conclusie dat ze geen vrienden meer heeft omdat ze nooit tijd voor hen vrijmaakte. André achterhaalt dat JB en Rudy gedurende de afgelopen jaren deel uitmaakten van een handel in hormonen. JB tracht Liliane te verleiden waarop Mike hem het huis uitzet. |              |             |                        |  |
| 6 | Aflevering 6 | 1.994.000   | 5 februari 2009        |  |
| De jaarlijkse kermis is in aantocht. Dit is een belangrijk weekend voor de familie Vangenechten omdat ze dan hun speciale zwarte pensen verkopen. Enkel Moemoe, Liliane, André en Wilfried kennen het geheime ingrediënt. Daarom gaan André en Wilfried naar het bos om er illegaal een reebok te doden. Eenmaal gevild, ontdekt André een zender in het oor van de reebok met de tekst "R.O.B." en een telefoonnummer. André belt het nummer en komt uit bij "Reeën Onderzoek België". De Belgische overheid heeft een project opgezet over de trektocht van reebokken en hoe zij sterven. Wilfried wil daarom niets meer te maken hebben met het stropen. André besluit om met de zender in het bos rond te lopen zodat de overheid niet merkt dat de reebok dood is. Maurice, die in zijn vrije tijd een natuurgids is, hoorde het geweerschot en vindt André met de dode reebok. Daarop licht hij de politie in. Daar wordt hij verhoord door Wilfried en zijn assistent, Sven Verhelst. Wilfried boycot de ondervraging en wist de bestanden. Echter is Sven vastberaden de waarheid te achterhalen. Ondertussen weten Liliane en Moemoe dankzij Wilfried wat er is gebeurd en roepen ze Gerda bij zich. Ze kunnen Gerda overtuigen dat de aanklacht het einde betekent van de beenhouwerij. Eenmaal thuis, sluit Gerda Maurice buiten en eist ze dat hij zijn aanklacht intrekt. |              |             |                        |  |
| 7 | Aflevering 7 | 1.845.000   | 12 februari 2009       |  |
| Maurice gaat naar de politie om te melden dat zijn aanklacht verzonnen is. Vervolgens gaat hij naar het bos om André te vergezellen. Moemoe en Lilliane verklappen aan Rudy het geheime ingrediënt. Omdat hij niet weet hoe hij reebok moet fileren, is hij genoodzaakt om de hulp van Mike in te roepen. Ook Anke wordt opgetrommeld omdat er anders te weinig tijd is om de pensen te maken. Tijdens de kermis is er een wielerwedstrijd waarvan Mike gehoopt had deze te winnen. Omdat hij nu te moe is, geeft Luc hem een banaan die stiekem met hormonen werd ingespoten waardoor Mike alsnog wint. De pensenverkoop is een groot succes en zelfs Gerda en Maurice zijn paraat om te helpen. Het lijkt alsof de familie terug verenigd is. Net voor de eindaftiteling zoomt de camera in op Moemoe die in haar stoel is overleden. Na de aftiteling is de familie Vangenechten bij de notaris waar Maurice niet akkoord gaat met het testament. De juiste inhoud van dat testament blijft ongeweten. |              |             |                        |  |

## Trivia
- Opnames voor de serie gebeurden in Dessel, Mol, Retie en het Algemeen Ziekenhuis Sint-Augustinus in Wilrijk.
- Vanaf de vierde aflevering van de serie, uitgezonden op donderdag 22 januari 2009, brak het programma week na week een record in Vlaanderen. Van vlees en bloed werd het drukst bekeken programma op een weekdag van de laatste jaren in Vlaanderen. Met 1.767.317 kijkers voor de vierde aflevering, 1.889.316 kijkers voor de vijfde (marktaandeel van 64,30%) en 1.994.264 kijkers voor de zesde aflevering (en een marktaandeel van bijna 70%) sneuvelden de records week na week. Diezelfde avond nog verbrak de finale van De Slimste Mens ter Wereld de recordreeks. Tot aan de WK match België - USA op 1 juli 2014 eindigt het programma in de Top 10 van meest bekeken programma's voor om het even welke voetbalmatch. Het moest dan het enkel het succesvolle zondagavondprogramma Schalkse Ruiters en de finale van De Slimste Mens ter Wereld vooraf laten gaan.
- Het Provinciaal Domein Prinsenpark in Retie kreeg een grote stroom aan toeristen te verwerken toen bleek dat de bekende "bospoeperscène" in het bos werd opgenomen.
- De naam Vangenechten (soms geschreven als Van Genechten) verwijst naar de bekende Kempense ondernemersfamilie met uitlopers over de hele wereld. Niemand van het geslacht is echter op de dag van vandaag actief als slager/beenhouwer.
- Door het tv-programma waren er opeens veel meer jonge mensen geïnteresseerd in een job als slager. De sector reageerde wel dat in het televisieprogramma oude technieken gebruikt worden en dat het er in de hedendaagse slagerij veel gemoderniseerder aan toe gaat.
- De dvd-box van de reeks kwam uit begin november 2009.
- Eén begon met het heruitzenden van de reeks op 13 november 2011[1] en op 30 oktober 2017.